# Tónio Kröger
Tónio Kröger és una novel·la de Thomas Mann, escrita a principis del 1901, quan tenia 25 anys. Es va publicar per primer cop el 1903.

## Argument
La narració segueix el curs de la vida d'un home, des de la seva infantesa fins a l'edat adulta. El fill d'un marxant del nord d'Alemanya i d'una mare espanyola (Consuelo) amb especials aptituds per l'art, Tónio hereda qualitats d'ambdós dels seus pares. Com a nen, experimenta sentiments conflictius sobre la gent burgesa del seu voltant. Tant se sent superior a ells en la seva agudesa com els enveja per llur vitalitat innocent. El conflicte continua en l'edat adulta de Tónio, quan esdevé un escriptor famós i viu al sud del país (a la ciutat de Múnic). "Per ser un artista" arriba a creure "hom ha de morir en el dia a dia". Aquests temes només es resolen parcialment quan Tónio viatja a la seva terra, al nord. Un cop allà, el confonen per un delinqüent evadit i, per tant, reforcen la seva sospita interior que l'artista ha de ser un estrany amb relació a la societat "respectable". Tal com va observar Erich Heller –que coneixia l'escriptor personalment– el tema de Tónio Kröger és el de "l'artista com a exili de la realitat" (juntament amb el Torquato Tasso de Goethe (1790) o amb el Sappho de Grillparzer (1818)). Però va ser també el mateix Erich Heller que, abans, ja havia diagnosticat el tema principal de l'obra era la infatuació i els embolics d'un cor passionat destinat a donar forma, a intel·lectualitzar els seus sentiments en termes artístics.

## Relació amb altres obres
Tónio Kröger forma una parella juntament amb la història més famosa, La mort a Venècia (Der Tod en Venedig). Tant l'una com l'altra descriuen la vida d'un artista i la visió que Thomas Mann tenia de l'art. En una de les històries (La mort a Venècia) l'artista viatja de sud a nord, en l'altra de nord a sud. En una acaba el viatge en una reconciliació tènue (Tónio Kröger), i en l'altra l'acaba en la mort. Però, tal com T. J. Reed va assenyalar:
"A Der Tod in Venedig, Thomas Mann retorna de l'excursió a l'al·legoria i una vegada més escriu directament sobre un autor literari. Però la franquesa no és la de Tónio Kröger. En aquesta última expressava líricament la seva experiència immediata, formulant i arribant a un acord amb allò que ell havia viscut..."
Llavors, la importància de l'obra rau, principalment, en la seva naturalesa autobiogràfica, així com en la seva contribució, a través de la descripció d'una amitié particulière, a la teoria de l'amor.
L'any 1964 Rolf Thiele va adaptar la història al cinema.